# 27765 Brockhaus
27765 Brockhaus este un asteroid din centura principală de asteroizi.

## Descriere
27765 Brockhaus este un asteroid din centura principală de asteroizi. A fost descoperit pe 10 septembrie 1991 la Tautenburg de Freimut Börngen. Asteroidul prezintă o orbită caracterizată de o semiaxă mare de 2,28 ua, o excentricitate de 0,13 și o înclinație de 7,7° în raport cu ecliptica.